# Кроуби, Патрик
Патрик Кроуби (англ. Patrick Crowby; 6 июля 1958, Порт-Вила — 27 декабря 2013, Новая Каледония) — вануатский политик, министр внутренних дел (2008, 2011, 2013), министр туризма в 2007—2008 годах.

## Биография
Кроуби родился в Порт-Вила в 1958 году. В 1978 году он начал работать школьным учителем французского языка. В 1991 году он стал членом Национального бюро по туризму, а в 2007—2008 годах — возглавлял его.
В 1997—2005 годах был мэром города Порт-Вила.
Кроуби умер 27 декабря 2013 в возрасте 55 лет в больнице Новой Каледонии, куда был доставлен после автомобильной аварии.